# Lophobates ochricostata
Lophobates ochricostata är en fjärilsart som beskrevs av George Francis Hampson 1898. Lophobates ochricostata ingår i släktet Lophobates och familjen mätare. Inga underarter finns listade i Catalogue of Life.